# Luis Laforga González
Luis Laforga González (Valladolid, 5 de noviembre de 1951-ibídem, 10 de abril de 2013) fue un fotógrafo y periodista que desarrolló la mayor parte de su carrera profesional en Valladolid. Además de la fotografía de prensa su producción cuenta con una importante obra artística y social.
Trabajó para diferentes medios, habitualmente como fotógrafo freelance. Comenzó su carrera profesional en la Cadena SER y en Antena 3 Radio. A partir de 1981 se dedica exclusivamente a la fotografía de prensa para diversos medios de comunicación, como El Norte de Castilla, Diario Alerta y El Mundo, además de colaborar con numerosos medios nacionales y revistas especializadas. Publicó varios libros fotográficos y participó en más de treinta exposiciones, entre muestras individuales y colectivas.
Fue ganador del Premio Fotografía de Prensa, entregado por la Diputación de Valladolid, en las ediciones de 1997 y 1998. Desde el año 2013 este certamen se denomina Premio de Fotografía Luis Laforga en reconocimiento a su trayectoria profesional. También ganó el Premio Fotografía Musée Georgette-Dupouy, Dax (Francia) en 1998. 
Coincidiendo con el segundo aniversario de su fallecimiento, el 10 de abril de 2015 nació la Asociación Fotográfica Luis Laforga, inscrita en el Registro de Asociaciones de Castilla y León, con el fin de difundir su obra y su legado, además de actuar como vehículo en la promoción de la fotografía en todas sus ramas (artística, social, etc..) a través de la organización de charlas, conferencias, talleres creativos y otras actividades relacionadas con esta disciplina artística.

## Publicaciones
- 50 Campeones vallisoletanos: vida y milagros (Ed. Fundación Municipal de Deportes, 1998)[3]
- Imágenes taurinas (Ed. El Mundo de Castilla y León (fascículos), 1999)
- Miradas y Oficios: 1973-2003 (Ed. Michelín, 2003)
- Tardes de Toros (Ed. Junta de Castilla y León, 2007)
- 25 años de Teatro Corsario (Ed. Junta de Castilla y León, 2007)[4]
- Obra Pictórica de Delhy Tejero (Ed. Junta de Castilla y León, 2009)

## Exposiciones individuales
- Músicos de Jazz, 1980. Galería Siena de Valladolid
- Sin Título, 1985. Prisión de Villanubla
- Visiones, 1988. Casa Revilla (Valladolid)
- Feria Taurina de Valladolid, 1990. Caja España (Valladolid)
- Vivencias Fotográficas, (1992-1994). Llanes (Asturias), Pola de Siero (Asturias), Murcia, Palencia, Burgos, León, Zamora, Segovia, Salamanca, Ávila, Valladolid, Tudela de Duero (Valladolid)
- Imágenes Digitales, 1995. Oficina de Turismo (Valladolid)
- Fotos de Toros,1997. Sala de Diputación de Valladolid y circuito de salas provinciales
- Son Cubano, 1999. Bar Cafetal (Valladolid)
- Muestra Taurina, 1998. Musée Georgette-Dupouy, Dax (Francia)
- De viajes, 1999. Musée Georgette-Dupouy, Dax (Francia)
- Personajes de Cine, 2000. Bar Terminal (Valladolid)
- Burladero Digital (2003-2005), Saint-Vincent-de-Tyrosse (Francia), Gijón, Valladolid, Serrada, Medina del Campo
- Cruce de miradas, 2004, Casa Revilla (Valladolid)
- El Cómplice de la Mirada, 2005/06, Caja España: Valladolid, Palencia, Ponferrada, León, Zamora y Puebla de Sanabria.
- Miradas de Capacidad, 2006, Itinerante por Castilla y León
- 25 años de Teatro Corsario, 2007, Itinerante por Castilla y León
- Ventana a la Pasión, 2008, Semana Santa de Valladolid y Medina de Rioseco, patrocinada por El Corte Inglés y Caja España
- Paisajes de Aquí, 2008, Cines Broadway de Valladolid
- Rincones de Valladolid, 2009, patrocinada por la Concejalía de Cultura del Ayuntamiento de Valladolid
- Yendo al Campo, 2009, Bar el Portón de la Antigua
- Premios de Cerámica, 2009, Ayuntamiento de Valladolid"". Patrocinada por la Concejalía de Turismo de Valladolid
- Dos Semanas, un Encuentro, 2010. Patrocinada por la Concejalía de Turismo de Valladolid
- La Semana Santa vista por Luis Laforga, 2012. Valladolid
- "Viajes en Blanco y Negro", 2013. Fundación Santiago y Segundo Montes. Valladolid

## Exposiciones colectivas
- Verdad objetiva, 1987. Casa Revilla (Valladolid)
- Seis pintores y un fotógrafo, 1989. (Bar el Baerco)
- Tal como éramos (Seminci), 1990. Sala de las Francesas (Valladolid)
- Artistas por la tolerancia, 1994. Sala Pimentel (Valladolid)
- Homenaje a Miguel Delibes, (1994). Universidad de Alcalá de Henares, Sala del Palacio de Santa Cruz (Valladolid) e Instituto Cervantes de Lisboa (Portugal)
- Así lo vivimos (fotógrafos de prensa), 1995. Casa Revilla (Valladolid)
- Imágenes de Valladolid,1997. Sala Municipal de exposiciones de Santander
- Personajes de cine, 2002. Cines UGC Valladolid
- Seminario Miguel Delibes, 2003. Nueva York
- Semana Santa, 2011. Instituto Cervantes de Roma

Exposiciones póstumas
- Homenaje a Luis Laforga, 2013. Museo del Toro (Valladolid)[5]
- La Seminci fotografiada por Luis Laforga. 1980-2002, 2013. Casa Revilla (Valladolid)[6]
- Miradas de capacidad, 2014. Cortes de Castilla y León[7]
- La Semana Santa de Valladolid vista por Luis Laforga, 2014. Casa Revilla (Valladolid)[8]
- Esencia de una mirada, 2017. Sala de Exposiciones de la Diputación de Valladolid[9]

## Premios
- Premio Fotografía de Prensa de la Diputación de Valladolid (1997)
- Premio Fotografía de Prensa de la Diputación de Valladolid (1998)
- Premio Fotografía Museo Georgette Dupouy, Dax (Francia) (1998)